# Jean de Gouyon
Jean de Gouyon de Coipel est un homme politique français, né le 13 janvier 1900 au château de la Ville-Janvier (Cournon) et décédé le 31 janvier 1975 à Cournon.

## Biographie
Jean Marie Joseph Louis Antoine de Gouyon de Coipel est le fils de Joseph de Gouyon de Coypel et d'Antoinette de Villebois-Mareuil.
Élève de l'École navale, officier de Marine de profession jusqu'en 1929, il est par la suite chef de l'exploitation agricole familiale.
Jean de Gouyon est élu sénateur du Morbihan le 7 novembre 1948. Il rejoint après son élection le groupe des Républicains indépendants. Candidat le 18 mai 1952 pour un second mandat, il figure en troisième place sur la liste des Républicains Indépendants et Paysans, qui remporte, au second tour, deux des trois sièges à pourvoir dans le Morbihan. Il n'est donc pas réélu.
Jean de Gouyon se retire alors de la vie politique nationale, et se consacre à son domaine agricole ainsi qu'à la mairie de Cournon.
Il est également conseiller général du Morbihan (Canton de La Gacilly) de 1945 à 1951.

## Mandats électoraux
- Maire de Cournon.
- Conseiller général du canton de La Gacilly de 1945 à 1951.
- Sénateur du Morbihan de 1948 à 1952.